# Armádní sportovec roku
Armádní sportovec roku je české armádní sportovní ocenění. Anketu vyhlašuje od roku 1996 Armádní sportovní centrum Dukla

## Ocenění dle kategorií

### Sportovec
| Rok  | Jméno                                 | Sport                                 |
| ---- | ------------------------------------- | ------------------------------------- |
| 1996 | Miroslav Šimek                        | vodní slalom                          |
| 1997 | Tomáš Dvořák                          | atletika                              |
| 1998 | Kateřina Neumannová                   | lyžování                              |
| 1999 | Tomáš Dvořák (2)                      | atletika                              |
| 2000 | Štěpánka Hilgertová                   | vodní slalom                          |
| 2001 | Tomáš Dvořák (3)                      | atletika                              |
| 2002 | Aleš Valenta                          | akrobatické lyžování                  |
| 2003 | Štěpánka Hilgertová                   | vodní slalom                          |
| 2004 | Roman Šebrle                          | atletika                              |
| 2005 | Kateřina Neumannová (2)               | lyžování                              |
| 2006 | Kateřina Neumannová (3)               | lyžování                              |
| 2007 | Martina Sáblíková                     | rychlobruslení                        |
| 2008 | Barbora Špotáková                     | atletika                              |
| 2009 | Martina Sáblíková (2)                 | rychlobruslení                        |
| 2010 | Martina Sáblíková (3)                 | rychlobruslení                        |
| 2014 | Eva Samková                           | snowboarding                          |
| 2015 | Zuzana Hejnová                        | atletika, běh na 400 metrů překážek   |
| 2016 | Josef Dostál                          | rychlostní kanoistika                 |
| 2017 | Ondřej Synek                          | veslování                             |
| 2018 | Ester Ledecká                         | snowboarding                          |
| 2019 | Eva Samková (2)                       | snowboarding                          |
| 2020 | nekonalo se kvůli pandemii koronaviru | nekonalo se kvůli pandemii koronaviru |
| 2021 | David Kostelecký                      | sportovní střelba                     |
| 2022 | Ester Ledecká (2)                     | lyžování a snowboarding               |

### Junior
| Rok                | Jméno           | Sport                |
| ------------------ | --------------- | -------------------- |
| 2009               | Ondřej Polívka  | moderní pětiboj      |
| 2010               | Eva Samková     | snowboardcross       |
| chybějící výsledky |                 |                      |
| 2019               | Filip Nepejchal | sportovní střelba    |
| 2021               | Matěj Švancer   | akrobatické lyžování |
| 2022               | Štěpán Venc     | vodní slalom         |

### Trenér
| Rok                | Jméno         | Sport           |
| ------------------ | ------------- | --------------- |
| 2009               | Jakub Kučera  | moderní pětiboj |
| 2010               | Petr Novák    | rychlobruslení  |
| chybějící výsledky |               |                 |
| 2019               | Marek Jelínek | snowboarding    |
| 2021               | Jan Železný   | atletika        |
| 2022               | Tomáš Bank    | alpské lyžování |

### Kolektiv
| Rok  | Jméno                                                               | Sport                           |
| ---- | ------------------------------------------------------------------- | ------------------------------- |
| 2009 | David Svoboda, Ondřej Polívka                                       | moderní pětiboj                 |
| 2010 | Jiří Magál, Martin Jakš, Martin Koukal                              | lyžování, štafeta               |
| 2022 | Petr Chládek, Miroslav Kříž, Oldřich Šorf, Hynek Tábor, Jiří Gečnuk | parašutisté ASO Dukla Prostějov |

### Armádní sportovní oddíl
| Rok                | Sport                       |
| ------------------ | --------------------------- |
| 2009               | moderní pětiboj             |
| chybějící výsledky |                             |
| 2018               | parašutisté Dukly Prostějov |
| 2019               | parašutisté Dukly Prostějov |

### Nejlepší hráč fotbalové Dukly
| Rok  | Jméno        |
| ---- | ------------ |
| 2014 |              |
| 2015 | Tomáš Berger |